# Der Erfinder
Pour plus de détails, voir Fiche technique et Distribution.
Der Erfinder est un film germano suisse réalisé par Kurt Gloor, sorti en 1980.

## Synopsis
Les habitants d'un village ne tolère pas les excentricités d'un inventeur. Seul son ami Otti le soutient.

## Fiche technique
- Titre : Der Erfinder
- Réalisation : Kurt Gloor
- Scénario : Kurt Gloor d'après la pièce de théâtre de Hansjörg Schneider
- Musique : Jonas C. Haefeli
- Photographie : Franz Rath
- Montage : Stefanie Wilke
- Production : Jean Frey, Kurt Gloor et Alfred Nathan
- Société de production : Jean Frey AG, Kurt Gloor Filmproduktion, Schweizer Fernsehen et ZDF
- Pays :  Suisse et  Allemagne de l'Ouest
- Genre : Comédie dramatique
- Durée : 97 minutes
- Dates de sortie : 
  -  Suisse : 25 octobre 1980 (régions de langue allemande)

## Distribution
- Bruno Ganz : Jakob Nüssli
- Walo Lüönd : Otti
- Verena Peter : Martha Nüssli
- Oliver Diggelmann : Seppli Nüssli
- Klaus Knuth : Philipp Nüssli
- Thomas Ott : Kobi
- Babett Arens : Lisbeth Nüssli
- Inigo Gallo : Viktor

## Distinctions
Le film a été présenté en sélection officielle en compétition lors de Berlinale 1981,.